# Habropogon senilis
Habropogon senilis är en tvåvingeart som beskrevs av Wulp 1899. Habropogon senilis ingår i släktet Habropogon och familjen rovflugor.
Artens utbredningsområde är Sydjemen. Inga underarter finns listade i Catalogue of Life.